# Svratouch
Svratouch (en allemand : Swratauch) est une commune du district de Chrudim, dans la région de Pardubice, en République tchèque. Sa population s'élevait à 891 habitants en 2022.

## Géographie
Svratouch se trouve à 11 km au sud-est de Hlinsko, à 31 km au sud-est de Chrudim, à 39 km au sud-sud-est de Pardubice et à 121 km à l'est-sud-est de Prague.

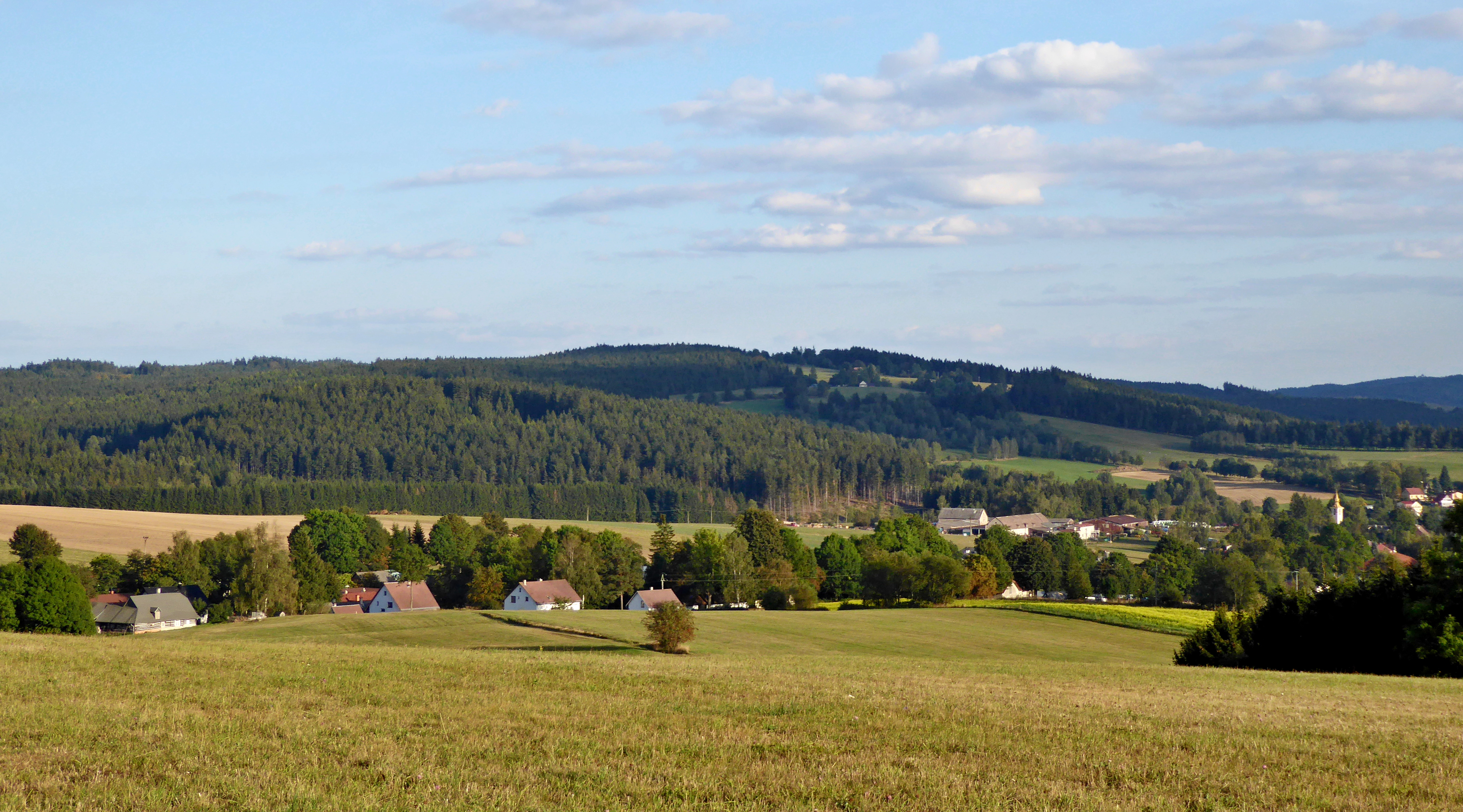
Le village est ses environs.
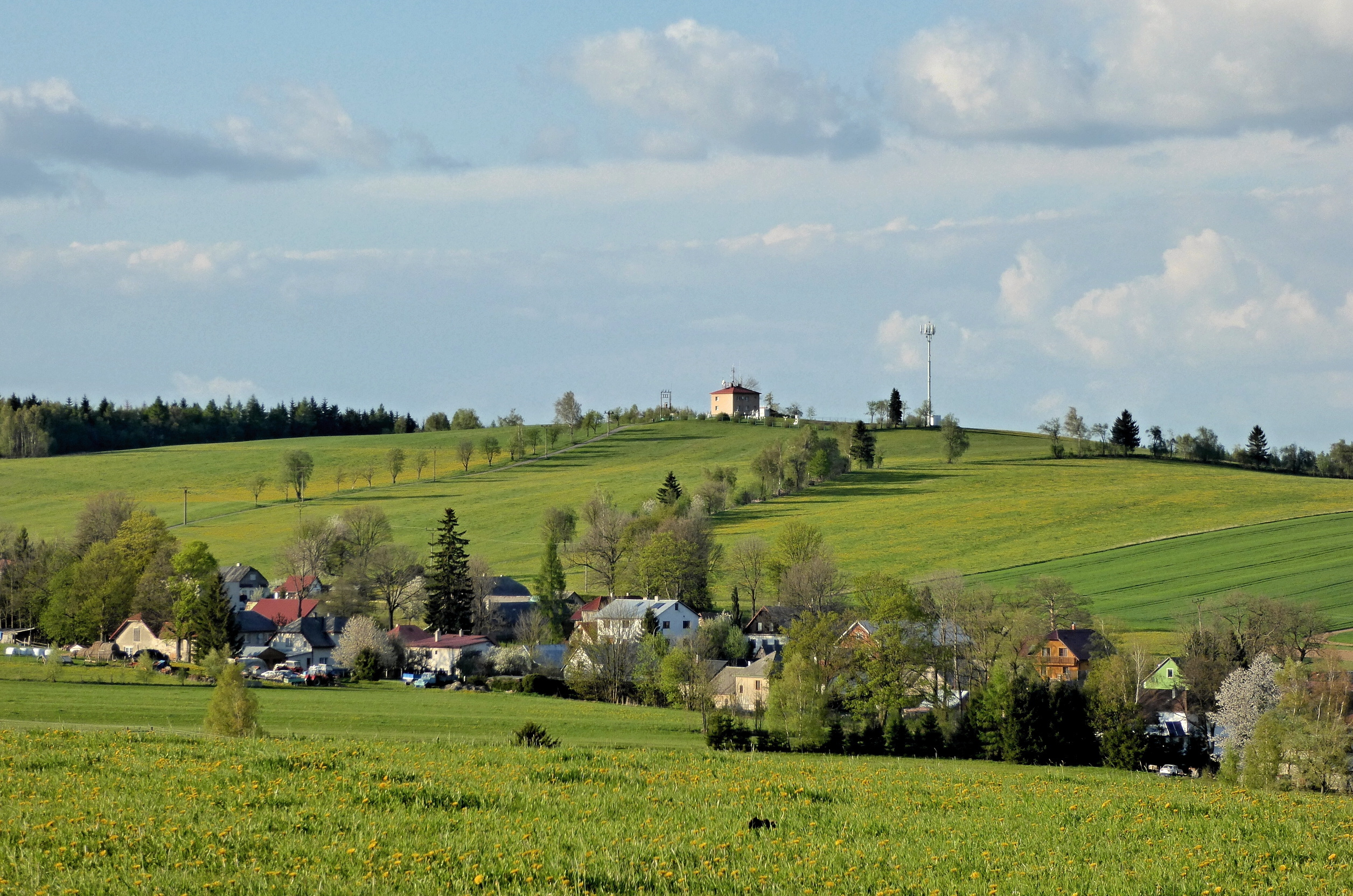
Svratouch : panorama.

La commune est limitée par Krouna au nord, par Pustá Kamenice à l'est, par Pustá Rybná et Svratka au sud, et par Chlumětín à l'ouest.

## Histoire
La première mention écrite de la localité date de 1392.

## Administration
La commune se compose de deux sections :
- Karlštejn
- Svratouch

## Transports
Par la route, Svratouch se trouve à 16 km du centre de Hlinsko, à 39 km de Chrudim, à 49 km de Pardubice et à 162 km de Prague. 